# کبوتردریایی تاونسند
کبوتردریایی تاونسند (نام علمی: Puffinus auricularis) نام یک گونه از سرده کبوتردریایی‌های آب‌شکاف است.